# La Chaux-des-Breuleux
La Chaux-des-Breuleux (toponimo francese) è un comune svizzero di 89 abitanti del Canton Giura, nel distretto delle Franches-Montagnes.

## Società

### Evoluzione demografica
L'evoluzione demografica è riportata nella seguente tabella:
Abitanti censiti

## Infrastrutture e trasporti

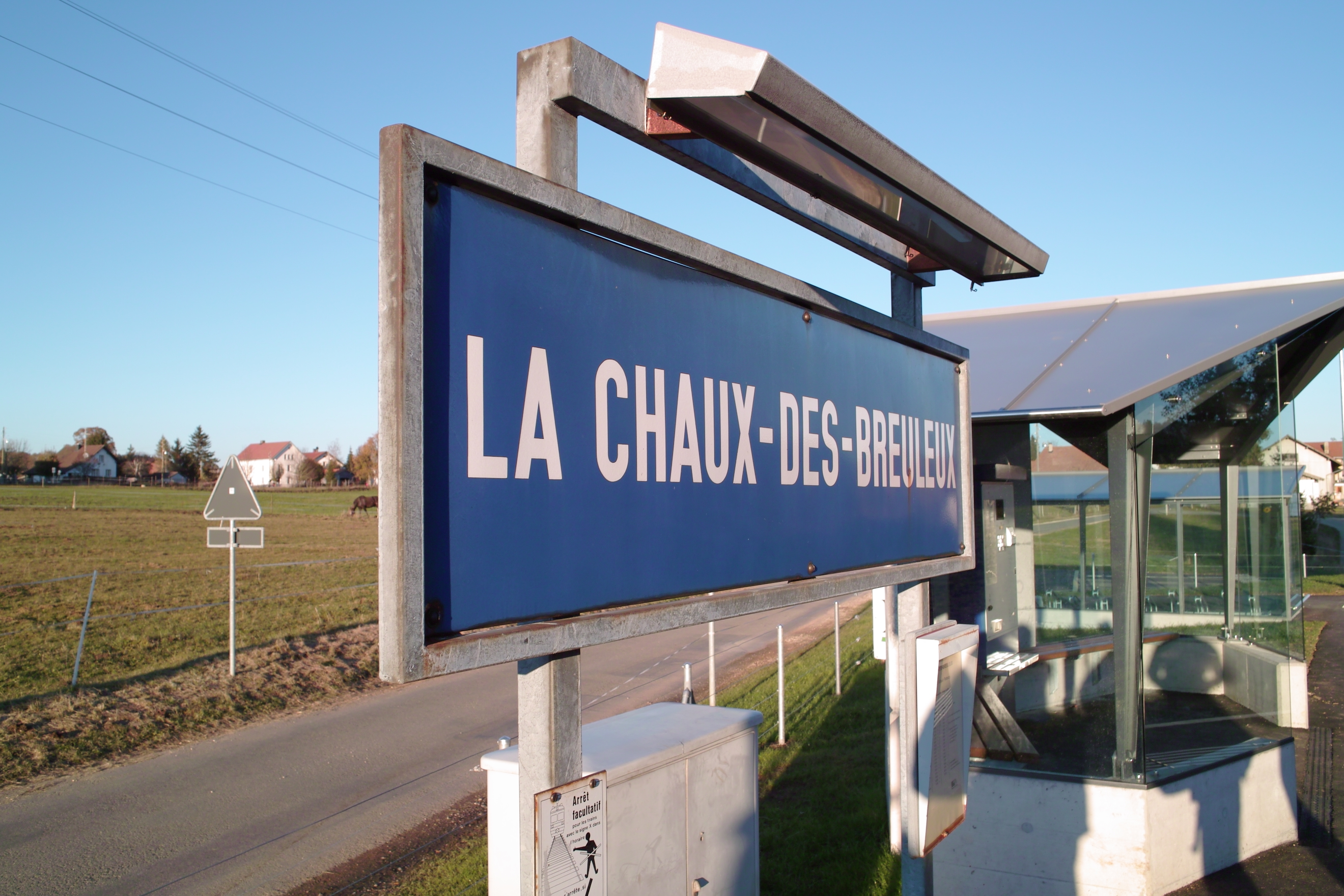
La stazione di La Chaux-des-Breuleux

La Chaux-des-Breuleux è servito dall'omonima stazione sulla ferrovia Tavannes-Noirmont.

## Amministrazione
Ogni famiglia originaria del luogo fa parte del cosiddetto comune patriziale e ha la responsabilità della manutenzione di ogni bene ricadente all'interno dei confini del comune.